# 香腸捲
香腸捲（sausage roll） 是一種鹹的麵點，大英國協國家都很常見。零售店或麵包店都有販售，是外帶食物。在自助餐或派對上看到的通常會做得比較小。捷克的「klobásník」、荷蘭的「saucijzenbroodje」、德國的「Münsterländer Wurstbrötchen 」，以及美國的香腸麵包（sausage bread）都是類似的麵點。

## 成分

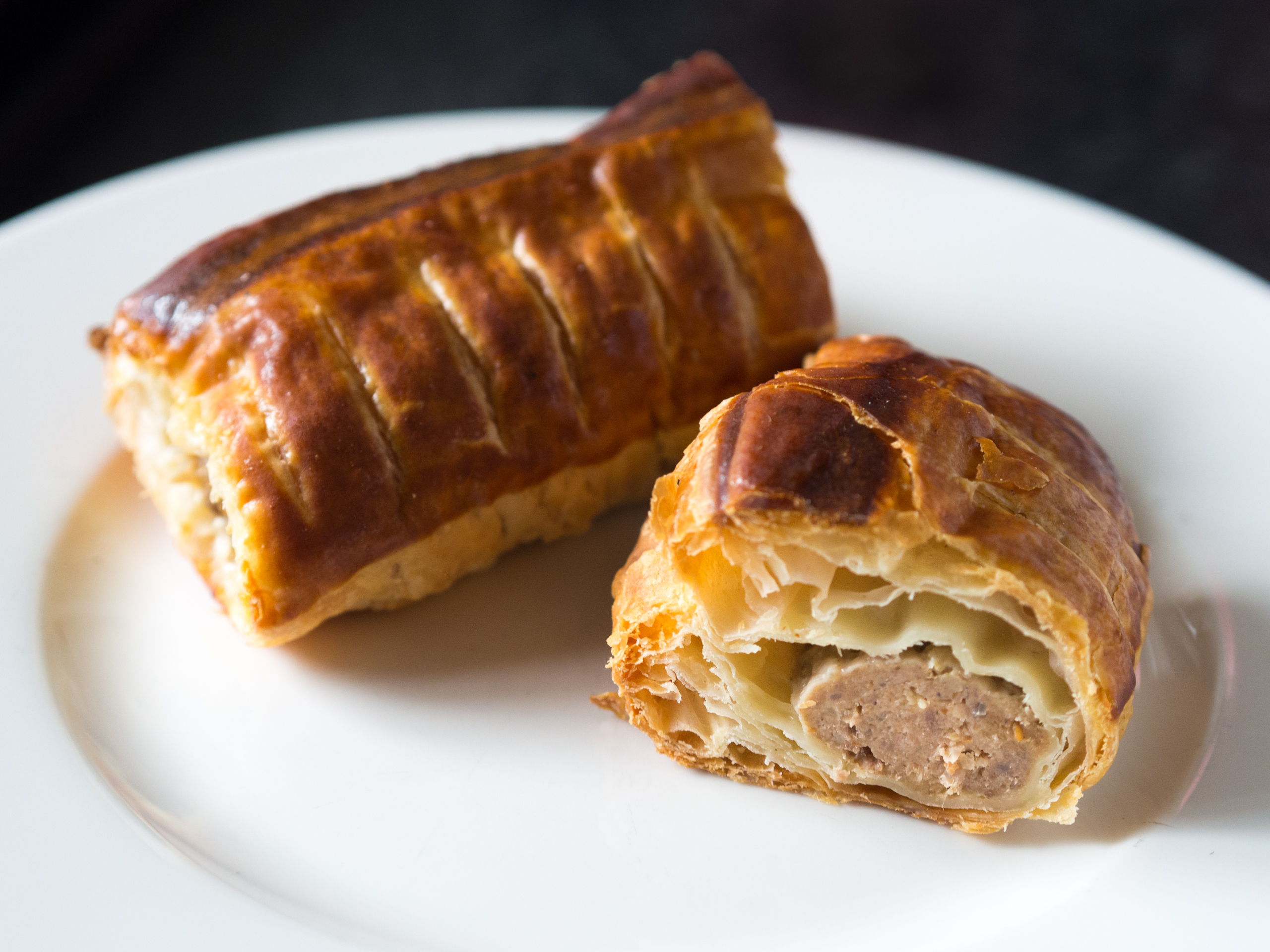
荷蘭香腸捲 (saucijzenbroodje),
可見包在外層的酥皮與內層的絞肉

基本的香腸捲是用酥皮捲起香腸肉，烘烤前刷上一層蛋或牛奶。 香腸捲可以趁熱吃，也可以放涼後食用。19世紀用塔皮而不用酥皮製作香腸捲。
也可用素肉取代香腸，以同樣方式製作素食香腸捲。

## 販售

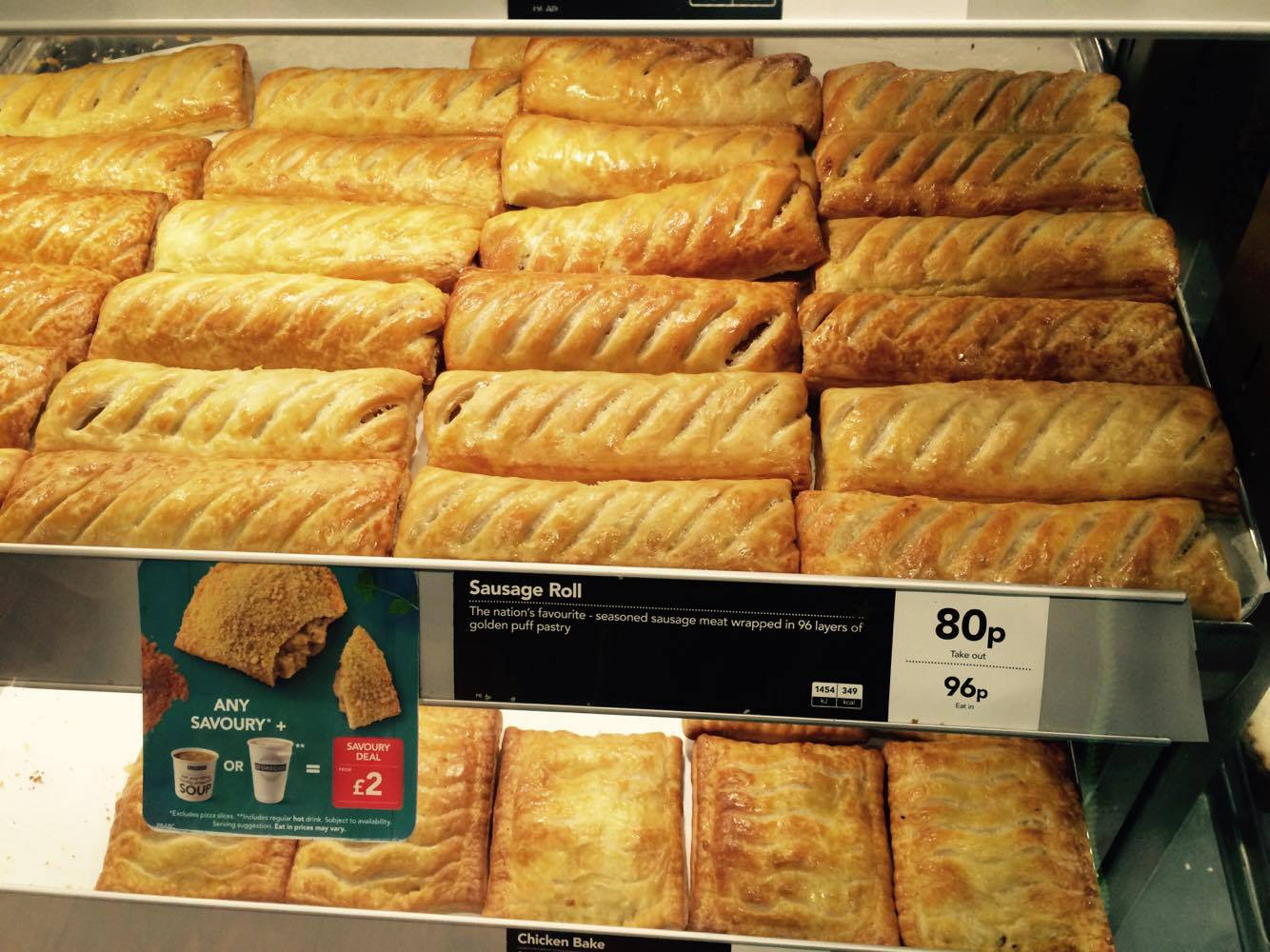
Greggs販售的香腸捲

英國的連鎖烘焙坊Greggs，每週售出2千5百萬個美味又便宜的香腸捲（每個只賣80便士），一年可以賣出1億4千萬個。

## 歷史
將肉或其它食物包在麵團中的烹調方式，可追溯至古希臘或羅馬時代。起初使用的外皮是源自17世紀晚期匈牙利的牛角麵包的油酥麵皮。19世紀初的法國將油酥麵皮改為現代的香腸捲是將擀開的酥皮包住肉。
1809年9月20日，《Bury and Norwich Post》報導了75歲的T. Ling，他是一位辛勤工作的薩洛普飲料（Saloop）、麵包和香腸麵包捲小販。 1864年泰晤士報第一次提到這項食品，當時的「豬肉派量販商暨香腸麵包捲製造業者」William Johnstone違反當時的衛生法修正案《Nuisances Removal Act (Amendment) Act 1863》，被罰了15英鎊（相當於2015年的 1,300英鎊）, 因為他的營業場所有大量不新鮮且不宜製成食品的肉類。 1894年一個竊盜案可提供我們更多關於維多利亞時期的香腸麵包捲的製造情形，有學徒說師傅教他將黑麵包浸在浸在赭紅顏料、鹽和胡椒，以冒充牛肉香腸。

## 流行文化
- 1896年吉伯特與沙利文創作了《偉大的公爵》,香腸捲被當作道具[7]，謀反者們以吃香腸捲作為同夥的會面暗號。
- 2018年十二月，部落客LadBaby發表了改編星船合唱團《We Built This City》的改編版歌曲《We Built This City on Sausage Rolls》以讚頌這種點心這；他將這首單曲收益捐贈給Trussell Trust。 這首歌也榮獲2018年度耶誕歌曲第一名。 隔年他又改編了《我愛搖滾樂》，並同樣將收入捐給Trussell Trust。[8]

## 外部聯結
- Sausage Roll recipe - taste.com.au （页面存档备份，存于）